# Klemen Lavrič
Klemen Lavrič (Trbovlje, 12 giugno 1981) è un ex calciatore sloveno, di ruolo attaccante.

## Carriera

### Club

#### In Slovenia
Cresce nelle giovanili del Rudar Trbovlje, squadra della sua città natale, Trbovlje. Nel 1998 viene acquistato dal Rudar Velenje. Gioca 91 partite di Prva liga andando a segno in 27 occasioni.

#### In Croazia e il successo in Germania
Nel luglio del 2002 si trasferisce in Croazia per giocare nell'Hajduk Spalato. Rimane a Spalato fino al mercato invernale del 2004 quando giunge all'Inter Zaprešić, squadra croata. In estate passa per 60.000 euro ai tedeschi del Dinamo Dresda: qui realizzare 17 gol in 31 incontri di campionato. Nella stagione 2004-05 è stato votato come miglior calciatore in Germania, dietro a Lukas Podolski. Inoltre la sua rete in bicicletta contro il Rot-Weiss Essen è stata votata come miglior gol dell'anno. Il 14 luglio 2005 Lavrič viene acquistato per 1 milione di euro dal Duisburg, rimanendo in Germania. Nella prima stagione realizza 6 reti in 22 partite di Bundesliga, concludendo il campionato all'ultimo posto e finendo in seconda divisione. Nella seconda divisione realizza 12 marcature in 31 partite, riuscendo ad arrivare al sesto posto nella classifica marcatori. Il Duisburg risale in Bundesliga, ma il bottino di Lavrič in questa stagione si riduce di parecchio: realizza solo 2 reti in 17 partite di Bundesliga, e il Duisburg non si salverà dalla retrocessione, giungendo all'ultimo posto.

#### Giappone e il ritorno in Europa
Nel 2008 passa svincolato al Omiya Ardija, in J League. Nella prima stagione sigla 5 reti in 18 partite, nella seconda gioca solo 3 partite di campionato.
Nel settembre del 2009 torna a giocare per una squadra europea, lo Sturm Graz. Chiude la sua stagione in Austria con un discreto bottino di 8 reti in 26 partite di Bundesliga austriaca. Lo Sturm Graz vince la Coppa nazionale: elimina St. Johann/Pongau (2-4), Swarovski Wattens (0-1), Salisburgo (2-0), Admira Wacker (1-0) e Ried (0-1) raggiungendo la finale. Nella finale contro il Wiener Neustadt è proprio Lavrič che nel finale realizza l'1-0 decisivo per la vittoria della competizione. Lo stesso Lavrič otterrà (assieme ad altri 5 calciatori) il titolo di capocannoniere del torneo.
Nonostante le prestazioni offerte nella squadra mitteleuropea, rimane svincolato nella prima metà della stagione calcistica 2010-2011.
Il 31 gennaio 2011 gli svizzeri del San Gallo lo acquistano. Esordisce il 2 febbraio 2011 in San Gallo-Grasshoppers 1-4 dove segna anche il gol della bandiera per il San Gallo.
Il 23 giugno 2011 si trasferisce ai tedeschi del Karlsruhe.

### Nazionale
Il 31 marzo 2004 esordisce in nazionale giocando l'amichevole Slovenia-Lettonia (0-1), entrando nel finale.
Esordisce in una competizione FIFA l'8 settembre 2004 entrando nel secondo tempo di Scozia-Slovenia 0-0.

## Statistiche

### Cronologia presenze e reti in nazionale
| Cronologia completa delle presenze e delle reti in nazionale ― Slovenia | Cronologia completa delle presenze e delle reti in nazionale ― Slovenia | Cronologia completa delle presenze e delle reti in nazionale ― Slovenia | Cronologia completa delle presenze e delle reti in nazionale ― Slovenia | Cronologia completa delle presenze e delle reti in nazionale ― Slovenia | Cronologia completa delle presenze e delle reti in nazionale ― Slovenia | Cronologia completa delle presenze e delle reti in nazionale ― Slovenia | Cronologia completa delle presenze e delle reti in nazionale ― Slovenia |
| Data                                                                    | Città                                                                   | In casa                                                                 | Risultato                                                               | Ospiti                                                                  | Competizione                                                            | Reti                                                                    | Note                                                                    |
| ----------------------------------------------------------------------- | ----------------------------------------------------------------------- | ----------------------------------------------------------------------- | ----------------------------------------------------------------------- | ----------------------------------------------------------------------- | ----------------------------------------------------------------------- | ----------------------------------------------------------------------- | ----------------------------------------------------------------------- |
| 31-3-2004                                                               | Celje                                                                   | Slovenia                                                                | 0 – 1                                                                   | Lettonia                                                                | Amichevole                                                              | -                                                                       | 86’                                                                     |
| 8-9-2004                                                                | Glasgow                                                                 | Scozia                                                                  | 0 – 0                                                                   | Slovenia                                                                | Qual. Mondiali 2006                                                     | -                                                                       | 64’                                                                     |
| 13-10-2004                                                              | Oslo                                                                    | Norvegia                                                                | 3 – 0                                                                   | Slovenia                                                                | Qual. Mondiali 2006                                                     | -                                                                       | 78’                                                                     |
| 4-6-2005                                                                | Minsk                                                                   | Bielorussia                                                             | 1 – 1                                                                   | Slovenia                                                                | Qual. Mondiali 2006                                                     | -                                                                       |                                                                         |
| 17-8-2005                                                               | Swansea                                                                 | Galles                                                                  | 0 – 0                                                                   | Slovenia                                                                | Amichevole                                                              | -                                                                       | 46’                                                                     |
| 3-9-2005                                                                | Celje                                                                   | Slovenia                                                                | 2 – 3                                                                   | Norvegia                                                                | Qual. Mondiali 2006                                                     | -                                                                       | 56’                                                                     |
| 7-9-2005                                                                | Chișinău                                                                | Moldavia                                                                | 1 – 2                                                                   | Slovenia                                                                | Qual. Mondiali 2006                                                     | 1                                                                       | 46’                                                                     |
| 31-5-2006                                                               | Celje                                                                   | Slovenia                                                                | 3 – 1                                                                   | Trinidad e Tobago                                                       | Amichevole                                                              | -                                                                       | 38’ 52’                                                                 |
| 4-6-2006                                                                | Bondoufle                                                               | Costa d'Avorio                                                          | 3 – 0                                                                   | Slovenia                                                                | Amichevole                                                              | -                                                                       | 46’                                                                     |
| 15-8-2006                                                               | Celje                                                                   | Slovenia                                                                | 1 – 1                                                                   | Israele                                                                 | Amichevole                                                              | -                                                                       | 46’                                                                     |
| 6-9-2006                                                                | Sofia                                                                   | Bulgaria                                                                | 3 – 0                                                                   | Slovenia                                                                | Qual. Euro 2008                                                         | -                                                                       | 76’                                                                     |
| 7-10-2006                                                               | Celje                                                                   | Slovenia                                                                | 2 – 0                                                                   | Lussemburgo                                                             | Qual. Euro 2008                                                         | -                                                                       | 85’                                                                     |
| 11-10-2006                                                              | Minsk                                                                   | Bielorussia                                                             | 4 – 2                                                                   | Slovenia                                                                | Qual. Euro 2008                                                         | 1                                                                       |                                                                         |
| 7-2-2007                                                                | Domžale                                                                 | Slovenia                                                                | 1 – 0                                                                   | Estonia                                                                 | Amichevole                                                              | 1                                                                       | 85’                                                                     |
| 24-3-2007                                                               | Scutari                                                                 | Albania                                                                 | 0 – 0                                                                   | Slovenia                                                                | Qual. Euro 2008                                                         | -                                                                       |                                                                         |
| 28-3-2007                                                               | Celje                                                                   | Slovenia                                                                | 0 – 1                                                                   | Paesi Bassi                                                             | Qual. Euro 2008                                                         | -                                                                       | 83’                                                                     |
| 2-6-2007                                                                | Celje                                                                   | Slovenia                                                                | 1 – 2                                                                   | Romania                                                                 | Qual. Euro 2008                                                         | -                                                                       |                                                                         |
| 6-6-2007                                                                | Timișoara                                                               | Romania                                                                 | 2 – 0                                                                   | Slovenia                                                                | Qual. Euro 2008                                                         | -                                                                       |                                                                         |
| 22-8-2007                                                               | Podgorica                                                               | Montenegro                                                              | 1 – 1                                                                   | Slovenia                                                                | Amichevole                                                              | -                                                                       | cap.                                                                    |
| 8-9-2007                                                                | Lussemburgo                                                             | Lussemburgo                                                             | 0 – 3                                                                   | Slovenia                                                                | Qual. Euro 2008                                                         | 2                                                                       | cap.                                                                    |
| 12-9-2007                                                               | Celje                                                                   | Slovenia                                                                | 1 – 0                                                                   | Bielorussia                                                             | Qual. Euro 2008                                                         | 1                                                                       | cap. 89’                                                                |
| 13-10-2007                                                              | Celje                                                                   | Slovenia                                                                | 0 – 0                                                                   | Albania                                                                 | Qual. Euro 2008                                                         | -                                                                       | cap.                                                                    |
| 17-10-2007                                                              | Eindhoven                                                               | Paesi Bassi                                                             | 2 – 0                                                                   | Slovenia                                                                | Qual. Euro 2008                                                         | -                                                                       | cap.                                                                    |
| 21-11-2007                                                              | Celje                                                                   | Slovenia                                                                | 0 – 2                                                                   | Bulgaria                                                                | Qual. Euro 2008                                                         | -                                                                       | cap. 65’                                                                |
| 6-2-2008                                                                | Nova Gorica                                                             | Slovenia                                                                | 1 – 2                                                                   | Danimarca                                                               | Amichevole                                                              | -                                                                       | 85’                                                                     |
| Totale                                                                  |                                                                         | Presenze                                                                | 25                                                                      |                                                                         | Reti                                                                    | 6                                                                       |                                                                         |

## Palmarès

### Club
- Coppa di Croazia: 1

Hajduk Spalato: 2002-2003
- 2. Fußball-Bundesliga: 1

Duisburg: 2006-07
- Coppa d'Austria: 1

Sturm Graz: 2009-10

### Individuale
- Capocannoniere della Coppa d'Austria: 1

2009-10 (4 reti, assieme a Jonathan, Elvir Karahasonović, Mensur Kurtisi, Rakic, Stadler)